# Трибутилфосфин
Трибутилфосфин (трибутилфосфан) — фосфорорганическое соединение, производное фосфина. Жидкость, не растворимая в воде.

## Получение
- Взаимодействие реактива Гриньяра с хлоридом фосфора(III)[2]:

{\displaystyle {\ce {3C4H9MgHal + PCl3 -> (C4H9)3P + 3MgClHal}}}
- Взаимодействие фосфина с 1-бутеном в присутствии трет-бутилпероксида при температуре 122 °C в течение 16 часов. Выход продукта составляет 70 %[3]:

{\displaystyle {\ce {3CH3CH2-CH=CH2 + PH3 ->[t] (C4H9)3P}}}

## Физические свойства
При нормальных условиях представляет собой жидкость. Растворим в органических растворителях, не растворим в воде. Температура кипения составляет 109—110 °C при давлении 10 мм рт. ст. и 149,5 °C при 50 мм рт. ст.

## Химические свойства
- Эффективно восстанавливает ароматические дисульфиды до тиолов в растворе из воды и метанола в присутствии хлорной кислоты. Восстановление протекает в основном количественно за 5—60 минут, в зависимости от выбранного дисульфида. Предполагается, что в процессе восстановления протекает следующая реакция[5]:

{\displaystyle {\ce {RSSR + (C4H9)3P + H2O -> 2RSH + (C4H9)3PO}}}
- Образует жёлтый комплекс с метиловым оранжевым в хлороформном растворе. На этой реакции основан колориметрический метод определения трибутилфосфина. Диапазон измеряемых данным способом концентраций составляет 4—40 мкг/6 мл[6].

- В смеси с N-(арилтио)сукцинимидом в бензоле восстанавливает первичные и вторичные спирты до алкиларилсульфидов с высоким выходом[7]:

{\displaystyle {\ce {(C4H9)3P + (CH2CO)2NSAr + ROH -> RSAr + (CH2CO)2NH + (C4H9)3PO}}}
- Способен поглощать серу из 1,2-эпитиоалканов, восстанавливая их до алкенов. Отщепление серы протекает стереоспецифично, то есть цис-эписульфид даёт цис-алкен, а транс-эписульфид — транс-алкен:

{\displaystyle {\ce {(C4H9)3P + CH3-(CHCH2)S -> (C4H9)3PS + R-CH=CH2}}}
- Способен поглощать кислород из окисей алкенов при температуре 150 °C, восстанавливая их нестереоспецифично, то есть из транс-эпоксида преимущественно образуется цис-алкен, а из цис-эпоксида — транс-алкен[8]:

{\displaystyle {\ce {(C4H9)3P + CH3-(CHCH)O-CH3 ->[t] (C4H9)3PO + CH3-CH=CH-CH3}}}
- Окисляется на воздухе до трибутилфосфиноксида[2]:

{\displaystyle {\ce {2(C4H9)3P + O2 -> 2(C4H9)3PO}}}

## Применение
Применяется в синтезе алкилиденфосфоранов, окиси трибутилфосфина и других органических соединений.
Наряду с другими алкилфосфинами, предложен в качестве компонента присадок к топливам для двигателей внутреннего сгорания. Трибутилфосфин препятствует образованию нагара в камере сгорания двигателя, а также разложению ТЭС, поэтому способен предотвращать воспламенение смеси от раскалённой поверхности.
В виде комплексов с неорганическими соединениями играет роль катализатора в органическом синтезе. К примеру, в комплексе с бромидом никеля и алкилбромидом используется в качестве катализатора реакции карбонилирования ацетилена, а в виде соединения HRh(CO)3·(C4H9)3P катализирует гидрирование циклододекатриена до насыщенного циклического соединения, повышая выход продукта до близкому к 100 % значению.